# Laudexium metilsulfate
Laudexium metilsulfate là một thuốc chẹn cơ thần kinh hoặc giãn cơ xương trong danh mục của phi khử cực các loại thuốc chẹn cơ thần kinh, sử dụng adjunctively trong phẫu thuật gây mê để tạo điều kiện đặt nội khí quản và cung cấp cơ xương thư giãn trong phẫu thuật hoặc thở máy.
Laudexium  không còn được sử dụng trong thực hành lâm sàng, mặc dù nó đã được giới thiệu lâm sàng vào đầu những năm 1950.     Nó có khoảng một nửa hiệu lực, khởi phát tác dụng chậm hơn và thời gian tác dụng dài hơn nhiều so với d - tubocurarine. Như với tất cả các thành lập lâm sàng (cũng như các tác nhân thực nghiệm) với cơ chế hoạt động không khử cực, hành động dược lý của nó có thể được đối kháng bởi anticholinesterase.
Sự thay thế của laudexium từ sử dụng lâm sàng được đảm bảo nhờ các báo cáo tái phát về tái phẫu thuật quan trọng sau phẫu thuật.